# 阿尔巴尼亚意占时期
阿尔巴尼亚意占时期是指1939至1943年意大利占领阿尔巴尼亚的时期在当地建起的傀儡政权，当时意大利是轴心国之一。
阿尔巴尼亚王国与意大利王国本土的经济相联，意军占领地拉那后设立關稅同盟，排除两国之间任何经济障碍，阿尔巴尼亚改用意大利本土的关税系统。

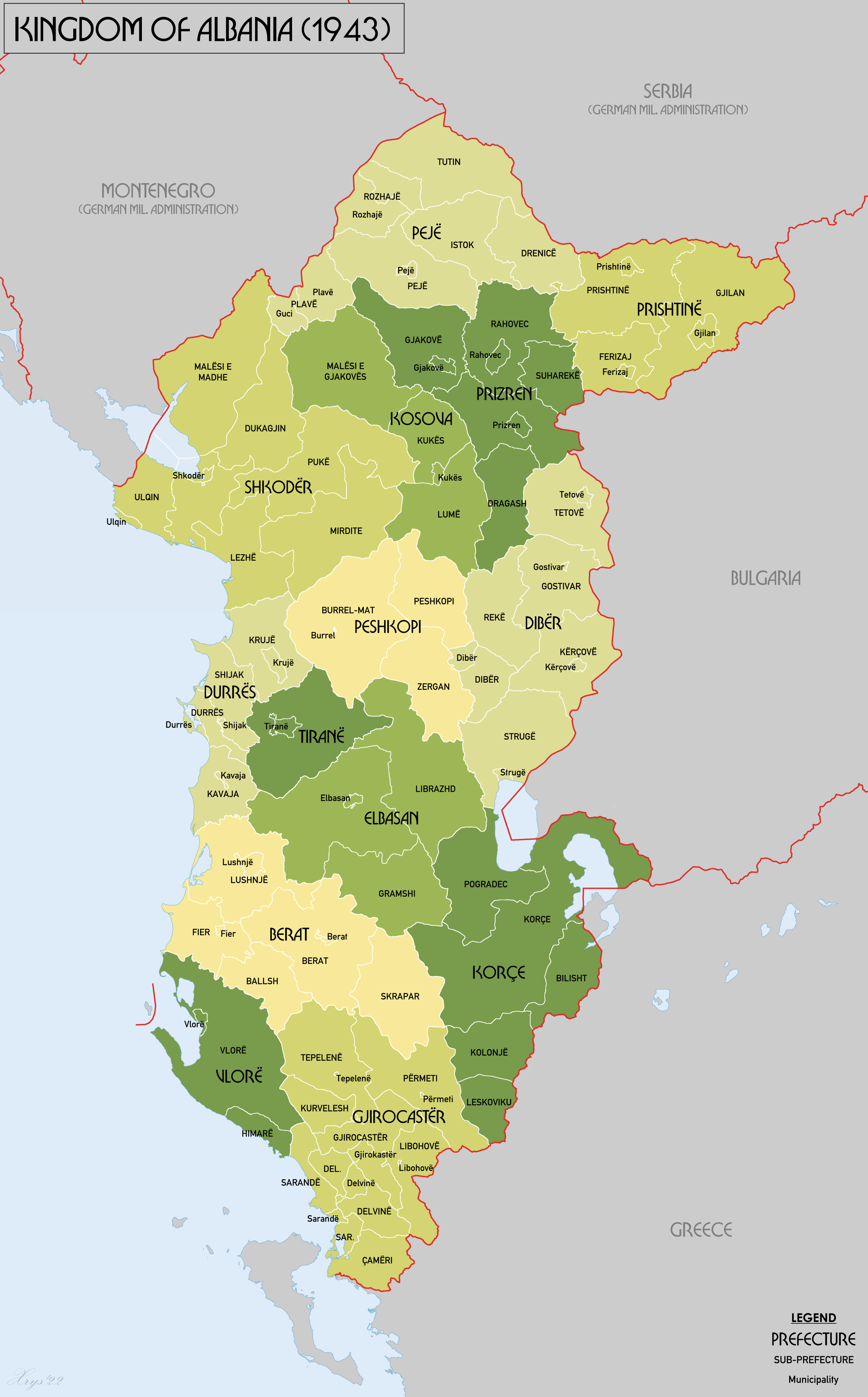
1943年的阿尔巴尼亚王国

## 行政區劃

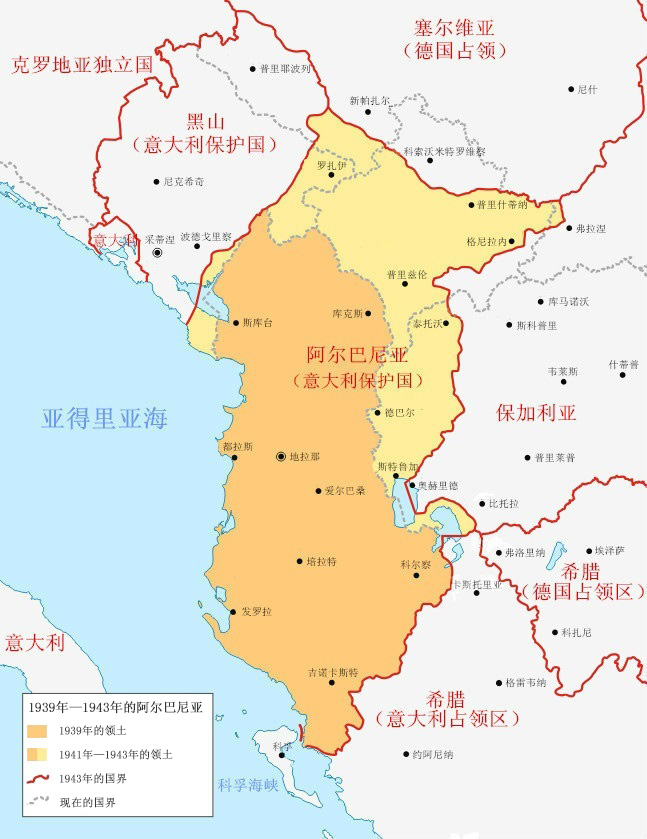
1939年—1943年的阿尔巴尼亚

意占阿尔巴尼亚的一级行政区划最初分作12个省，並於1943年將科索沃併入為第13省——普里什蒂納省
（别称：科索沃省）。
- 斯庫台省；
- 庫克斯省；
- 萊什省；
- 迪布拉省（
- 都拉斯省；
- 地拉那省；
- 愛爾巴桑省；
- 雷万省；
- 培拉特省；
- 科爾察省；
- 吉诺卡斯特省；
- 发罗拉省。

## 外部連結
- 義大利政府與阿爾巴尼亞締約同盟之官方文件（意大利文）
- 阿爾巴尼亞二戰時期地圖（一）
- 阿爾巴尼亞二戰時期地圖（二） （页面存档备份，存于）
- 阿爾巴尼亞二戰時期地圖（三） （页面存档备份，存于）